# Arcidiocesi di Capua

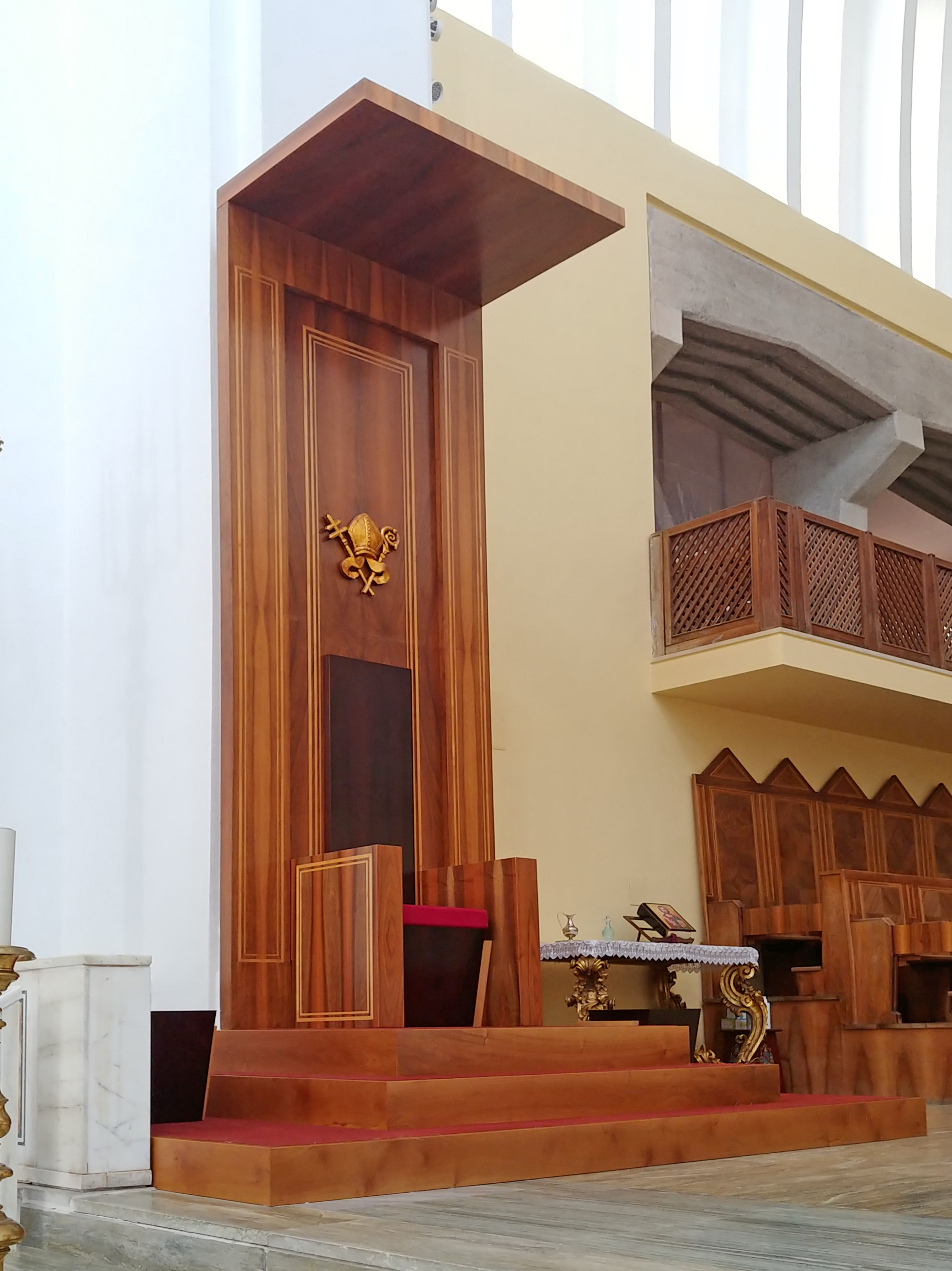
La cattedra episcopale

L'arcidiocesi di Capua (in latino Archidioecesis Capuana) è una sede della Chiesa cattolica in Italia suffraganea dell'arcidiocesi di Napoli appartenente alla regione ecclesiastica Campania. Nel 2023 contava 190.500 battezzati su 204.300 abitanti. È retta dall'arcivescovo Pietro Lagnese.

## Territorio
L'arcidiocesi comprende i comuni di Capua, Bellona, Camigliano (limitatamente alla frazione Leporano; il restante territorio è nella diocesi di Teano-Calvi), Cancello ed Arnone, Casagiove (in parte, il restante territorio è nella diocesi di Caserta), Casapulla, Caserta (in parte, limitatamente alla frazione Ercole; il restante territorio è nella diocesi di Caserta), Castel Morrone (in parte, il restante territorio è nella diocesi di Caserta), Castel Volturno, Curti, Francolise (in parte, limitatamente alla frazione Sant'Andrea del Pizzone; il restante territorio è nella diocesi di Teano-Calvi), Giano Vetusto (in parte, limitatamente alla parrocchia di Santa Maria Maddalena; il restante territorio è nella diocesi di Teano-Calvi), Grazzanise, Macerata Campania, Marcianise (in parte; il restante territorio è nella diocesi di Caserta), Pastorano (in parte, limitatamente alla frazione Pantuliano; il restante territorio è nella diocesi di Teano-Calvi), Portico di Caserta, San Prisco, Santa Maria Capua Vetere, Santa Maria la Fossa, San Tammaro e Vitulazio.
Confina con la diocesi di Aversa a sud, con la diocesi di Acerra a sud est, con la diocesi di Sessa Aurunca a nord ovest, con la diocesi di Teano-Calvi a nord, con la diocesi di Alife-Caiazzo, a nord est e con la diocesi di Caserta a est.
Sede vescovile è la città di Capua, dove si trova la cattedrale di Santa Maria Assunta in Cielo.
Il territorio è suddiviso in 60 parrocchie, raggruppate in 7 foranie: Capua, Bellona, Tifatina, Marcianise, Santa Maria Capua Vetere, Basso Volturno, Macerata.

## Storia
L'arcidiocesi di Capua sarebbe, secondo la tradizione, una delle più antiche diocesi italiane, risalendo a prima della metà del I secolo. Vanta infatti origini apostoliche. Tuttavia, i primi riscontri storici di un vescovo di Capua si hanno solo con Proterio, che presenziò al sinodo di Roma del 313.
Sorta come villaggio agricolo di origine osca nella prima età del ferro, forse anche prima della fondazione di Roma (ca. 900-750), gli Etruschi fecero di Capua una città fortificata, ponendola a capo della dodecapoli campana, che comprendeva le città di Atella, Cales (Calvi Risorta), Casilino, Cuma, Ercolano, Formia, Napoli, Nuceria, Nola, Pompei, Pozzuoli e Sessa. Da allora Capua fu per secoli incontrastata signora della Campania felix romana (che prende il nome proprio dalla città di Capua: piana capuana, cioè piana campana) e poi della Terra Laboris o Liburia (successivamente divenuta Terra di Lavoro) a seguito della conquista normanna.

### Le origini apostoliche
Un'antichissima tradizione, confluita nel Breviarium Campanum e nella storiografia non solo locale, vuole che a Capua il Vangelo sia stato predicato dalla bocca dell'Apostolo San Pietro, diretto a Roma, che per altro vi avrebbe lasciato come primo vescovo San Prisco di Capua, suo compagno di viaggio e discepolo del Signore, addirittura proprietario della casa che ospitò Gesù e gli Apostoli per l'Ultima Cena.
Al di là di qualsiasi discussione sulle sue origini è certo che Capua, come Roma, ebbe i suoi primi martiri in San Prisco, San Sinoto, San Lupolo, San Rufo, San Carponio, San Quarto, San Marcello, Sant'Agostino di Capua, Santa Felicita, San Quinto, Sant'Aristeo e tanti altri; le sue catacombe, le sue basiliche paleocristiane; la sua importanza come Chiesa Ecumenica impegnata nei dibattiti dottrinali sempre al fianco della Chiesa di Roma. Lo dimostrano la corrispondenza epistolare, custodita nella Biblioteca diocesana dell'arcidiocesi di Capua, di San Cipriano di Cartagine e Sant'Agostino di Capua (249-260), la presenza del Vescovo Proterio (304-326) al Concilio Romano del 313, al primo concilio di Arles del 314 e agli altri due Concili Romani del 315 e del 325.
Di sommo rilievo sono la definizione del vescovo Vincenzo (circa 341 - dopo il 357), chiamato da Sant'Atanasio di Alessandria "vescovo di Capua metropoli della Campania", e la collocazione di Capua, da parte del poeta Ausonio maestro di San Paolino di Nola, tra le venti città principali e più illustri dell'Impero Romano, facendola precedere soltanto da Roma, Costantinopoli, Cartagine, Antiochia, Alessandria, Treviri e Milano.

### Capua dal IV secolo
Nel 391, per disposizione di Papa Siricio, Capua fu sede di un concilio plenario di vescovi occidentali ed orientali nel quale, sotto la presidenza di Sant'Ambrogio, fu discussa e definita la dottrina riguardo alla perpetua verginità di Maria, contestata da vescovo eretico Bonoso di Sardica.
Fra i vescovi della sede capuana, si possono ricordare in modo particolare due, venerati come santi:
- San Germano di Capua (516-540), la cui anima al momento della morte fu vista salire in cielo dal suo carissimo amico e confidente San Benedetto da Norcia, nel 519 dal Papa Ormisda fu inviato come delegato pontificio presso la Corte di Costantinopoli, per ricomporre lo scisma tra Oriente ed Occidente causato dal patriarca Acacio di Costantinopoli.
- San Vittore (541-556), esperto biblista, patrologo, liturgista ed astronomo, fu autore di quel prezioso testo liturgico universalmente noto con la designazione di Codex Fuldensis o Bonifatianus, contenente un lezionario e un calendario in uso in Campania prima della metà del IV secolo. Con quest'opera san Vittore non solo si ricollega all'azione liturgico-pastorale ad esempio di papa Damaso I, papa Leone I e papa Gregorio I e di Sant'Ambrogio e San Paolino di Nola, ma dimostrava che la Chiesa di Capua, pur facendo capo a quella di Roma, costituiva una famiglia liturgica, ovvero seguiva una tradizione liturgica propria come avveniva per Milano, Aquileia, Pavia, Torino, Nola, Benevento, Napoli e Montecassino.[5]

### La distruzione dell'antica Capua
Nell'841 la città di Capua antica fu distrutta dai Saraceni mandati dal Principe di Benevento. Tuttavia nell'856, il vescovo Landolfo I (843 - 879) e il fratello Conte Landone, che erano i maggiori esponenti dell'alta nobiltà Longobarda nella Contea di Capua, ricostruirono la città presso le rive del Volturno e non nel suo antico sito, dove un'altra città riprese vita fino a svilupparsi nell'odierna Santa Maria Capua Vetere.
Né trascorsero molti anni che Capua, grazie alla politica del vescovo Landolfo II, che ne fu anche conte, divenne sede del principato.
Gli storici sostengono che uno degli avvenimenti più importanti della storia dell'arcidiocesi di Capua fu l'insediamento dei Cassinesi in questa città. Nell'883 l'abbazia di Montecassino fu distrutta per mano dei Saraceni, così i monaci di San Benedetto nel 914 si trasferirono a Capua, nel monastero costruito dall'abate Giovanni (914-928).

### La sede metropolitana
Verso la fine del X secolo, Capua raggiunse il suo apogeo: il principe Pandolfo I Testadiferro, con la conquista del Principato di Salerno (978), riunificò per primo i domini dell'Italia longobarda meridionale, detta Langobardia Minor.
Il 14 agosto 966 papa Giovanni XIII, che aveva trovato rifugiò a Capua, elevò la sede al rango di arcidiocesi metropolitana, che ebbe come suffraganee Atina, Aquino, Caiazzo, Calvi, Carinola, Caserta, Fondi, Gaeta, Isernia, Sessa Aurunca, Sora, Teano e Venafro.
Questo privilegio fu concesso perché dopo l'elezione di Giovanni XIII, imposta da Ottone I, fu espulso dal palazzo Laterano, flagellato pubblicamente e rinchiuso in Castel Sant'Angelo. Per misteriosi motivi, riuscì ad evadere e si rifugiò nel palazzo episcopale di Capua, accolto da Pandolfo I.
Così Capua risultò la quinta metropolia in Italia dopo Roma, Milano, Aquileia e Ravenna e la prima in assoluto nell'Italia meridionale di rito latino perché soltanto negli anni seguenti furono costituite le metropolie di Salerno (ca.968) e Benevento (26 maggio 969).
Per questo, l'Arcivescovo di Capua divenne il Legato della Sede Apostolica e Vicario del Papa nel Principato Longobardo.
Gli arcivescovi di Capua avevano alcuni privilegi speciali: essendo legati della Santa Sede, era loro riservato il diritto di ungere con l'olio santo i principi di Capua, sottoscrivevano i loro diplomi con il minio o con il cinabro e autenticavano le loro bolle con il piombo.

### L'arcidiocesi e i Normanni
Ai Longobardi subentrarono i Normanni che accrebbero ancora di più il prestigio della sede metropolitana, conservando a Capua il centrale primato politico e militare del regno. Sotto i Normanni, Capua fu la gemma più preziosa della corono dei Re e l'inclita chiave del Regno [...] in Capua si videro più volte convocare le Assemblee o Parlamenti, dove, pel felice raggimento dello stato e delle chiese del regno, dietro invito del Monarca, si assembravano quasi tutti gli Arcivescovi, Vescovi, Abati, Conti e Baroni del Regno con alla testa i Principi Normanni.
È noto che i Principi Normanni di Capua si dichiararono vassalli e sudditi della Chiesa, difendendo la Santa Sede contro le ingerenze degli imperatori, e che l'arcivescovo metropolita Erveo (1072-1087), di famiglia normanna, fu uno dei più strenui sostenitori del papato di Gregorio VII che più volte fu accolto tra le mura dell'episcopio metropolitano. È doveroso ricordare anche l'arcivescovo metropolitano Alfano che, oltre a vedersi riconfermata sede metropolitana, fu anche inviato come legato pontificio presso il re Enrico II d'Inghilterra, per chiedergli di rendere conto dell'uccisione dell'arcivescovo di Canterbury, San Tommaso Becket. Tornato dalla legazione, Alfano ricevette in dono dal Re di Sicilia un prezioso evangeliario, oggi conservato nel tesoro della Cattedrale. La buona nomea della gloriosa Arcidiocesi visse anche negli anni seguenti, tanto che papa Innocenzo III, dopo la morte dell'arcivescovo Matteo, disse al Capitolo Metropolitano della Cattedrale che "Fra tutte le Metropoli del mondo, Capua è quella più vicina alla Sede Apostolica".

### I rapporti con la Sede Apostolica

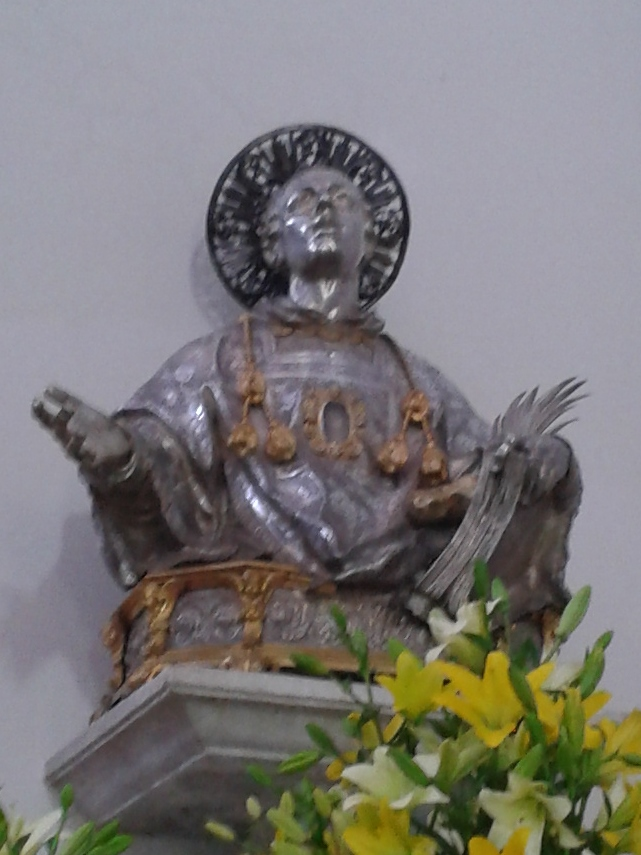
Busto argenteo di Santo Stefano nella cattedrale

Degli 80 arcivescovi metropoliti, 19 furono cardinali. Si ricordano fra questi: Ippolito d'Este, amministratore apostolico (1493), Juan López (1498), Nikolaus von Schönberg (1520), Luigi Caetani (1624), Niccolò Caracciolo (1703), Francesco Serra-Cassano (1826), Giuseppe Cosenza(1850), Francesco Saverio Apuzzo (1871) e infine i due più celebri: san Roberto Bellarmino e Alfonso Capecelatro di Castelpagano.
È da ricordare che anche 22 pontefici visitarono Capua per ragioni politiche o pastorali, fra questi: Gregorio VII, Gregorio X, Celestino V, Bonifacio VIII, Urbano VI, Benedetto XIII, Pio IX e Giovanni Paolo II.
Con la bolla De utiliori di papa Pio VII del 27 giugno 1818, le diocesi suffraganee di Capua furono ridotte a quelle di Isernia, Calvi e Teano, Sessa e Caserta.
Il 29 settembre 1967, in forza della lettera apostolica Roma altera quondam, papa Paolo VI ha proclamato San Roberto Bellarmino e Santo Stefano Protomartire, patroni principali dell'arcidiocesi.
Il 30 aprile 1979 in forza della bolla Quamquam Ecclesia di papa Giovanni Paolo II l'arcidiocesi ha perso la dignità metropolitica, pur mantenendo il titolo arcivescovile, ed è divenuta suffraganea dell'arcidiocesi di Napoli.
In occasione del XVI centenario del Concilio capuano (391-392) il 24 maggio 1992 papa Giovanni Paolo II ha fatto visita all'arcidiocesi di Capua.
Dall'11 dicembre 2023 è unita in persona episcopi alla diocesi di Caserta.

## Il capitolo metropolitano di Capua
Nella bimillenaria storia dell'arcidiocesi, il Capitolo metropolitano ebbe ruoli importanti. La sua istituzione risale a tempi antichi. Già nel 536 un tale Zaffio, primicerio di Capua, nelle sue lettere a San Gregorio Magno parla di un arcidiacono di Capua di nome Plastico. Nel 1205 il Capitolo contava oltre 50 canonici, ma l'arcivescovo Marino Filomarino ne fissò il numero a 40, dividendo i canonici nella triplice classe di 10 presbiteri, 10 diaconi e 20 suddiaconi. L'arcivescovo Cesare Costa vi immise i due uffici del Canonico Teologo e del Canonico Penitenziere, assegnandoli alla classe dei suddiaconi. Il cardinal Roberto Bellarmino, non riscontrando le costituzioni del Capitolo a norma del Concilio di Trento, le sottopose a riforma, portandone il numero dei componenti a 20 presbiteri, 20 diaconi e 10 suddiaconi. Il cardinal Luigi Caetani mutò nuovamente il numero dei canonici, costituendoli in soli due ordini, cioè 20 presbiteri e 20 diaconi. Questa modifica restò in auge fino al 1867 quando, per effetto delle leggi civili, i Capitolari da 40 furono ridotti a 12. Nel 1881 il cardinale arcivescovo Alfonso Capecelatro ottenne da papa Leone XIII la facoltà di istituire, secondo uno speciale statuto, 8 nuovi canonici senza rendita. Il Capitolo metropolitano cattedrale ottenne vari privilegi dalla Santa Sede. Fra questi l'uso della cappa magna nelle messe pontificali, l'uso delle insegne pontificie ad instar abbatum, e in particolare della mitria, concessa da papa Benedetto XIII; l'imposizione delle mitrie fu fatta per la prima volta con rito solenne la notte di Natale del 1725. L'8 maggio 1725 papa Benedetto XIV concesse l'uso della cappa magna cardinalizia al pari dei capitoli di Milano e Lisbona. La cappa magna cardinalizia, di colore porpora, indossata sopra la talare di colore paonazzo, era l'abito corale del Capitolo; coperta da ermellino sul petto in inverno, e di semplice seta senza palli in estate; nei tempi di avvento e quaresima, nella processione di San Marco Evangelista, nella processione delle Rogazioni e nei funerali, la cappa era di una lana color paonazzo. I canonici potevano indossare tale abito persino in presenza di cardinali e del papa. Furono sapienti e abili custodi della cattedrale, deputati della segnatura. 
Al Capitolo sono riconosciuti la cura e i restauri della cattedrale; si ricordano in particolare la Consacrazione del 6 giugno 1255 presieduta da papa Alessandro IV, dopo i restauri degli anni 1250-1255; la consacrazione della basilica cattedrale inferiore (sotterranea) fatta dopo i restauri il 23 aprile 1724 dal cardinale arcivescovo Vincenzo Maria Orsini, futuro papa Benedetto XIII; la seconda consacrazione del 19 novembre 1724 della cattedrale, presieduta dal cardinale arcivescovo di Corinto, Mondilio Orsini, legato pontificio e nipote di Benedetto XIII e futuro arcivescovo di Capua (dal 1728 al 1743); la Rosa d'Oro, inviata da papa Benedetto XIII il 30 aprile 1726 (che nell'ordine è la 142º fra le oltre 180 distribuite nel mondo); la preziosa reliquia della Vera Croce, consegnata dal suddetto papa in persona al cardinale arcivescovo Niccolò Caracciolo il 30 ottobre 1727; il titolo di basilica minore dato alla cattedrale da papa Leone XII il 20 novembre 1827; la terza consacrazione della cattedrale il 19 novembre 1858; e infine, dopo i bombardamenti che rasero al suolo la città di Capua, l'ultima consacrazione della ricostruita cattedrale presieduta dall'arcivescovo Salvatore Baccarini il 19 novembre 1957.

## Cronotassi dei vescovi
Si omettono i periodi di sede vacante non superiori ai 2 anni o non storicamente accertati.
- San Prisco ? † (42 - 66)
- San Sinoto ? † (66 - 80)
- San Rufo ? † (80 - 83)
- San Quarto ? † (83 - 117)
- Sant'Agostino ? † (252 - 260)
- San Quinto ? † (260 - 271)
- Sant'Aristeo ? † (300 - 303)
- Proterio † (menzionato nel 313)

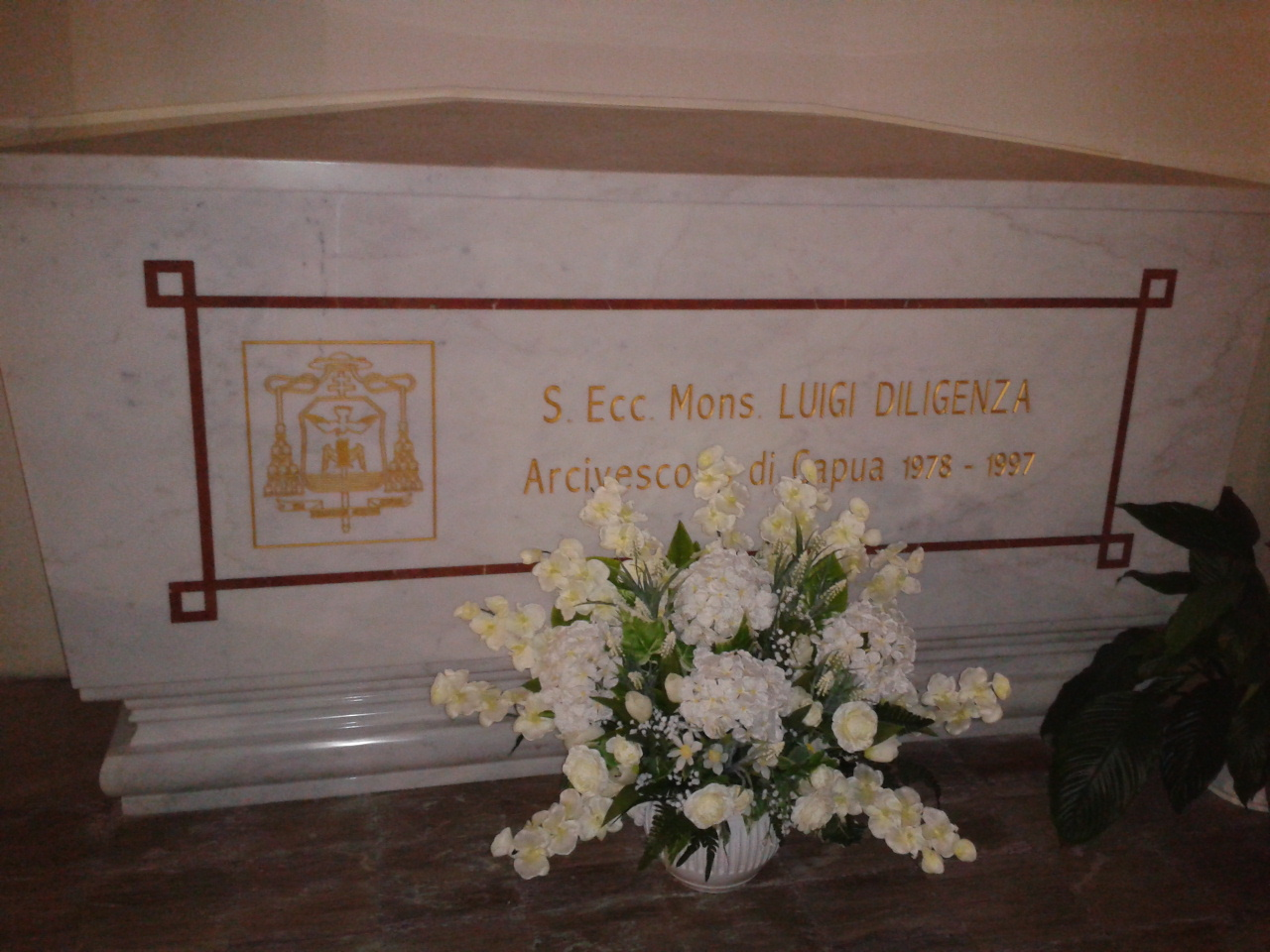
Tomba dell'arcivescovo Luigi Diligenza

- Vincenzo † (circa 341 - dopo il 357)
- San Panfilo † (385 - 409)
- San Rufino † (410 - 420)
- San Simmaco † (422 - 440)
- San Prisco II † (440 - 460)
- Tribuzio † (menzionato nel 465)
- Costantino † (prima del 487 - 499)
- Alessandro † (500 - 516)
- San Germano † (circa 516 - 540/541 deceduto)[13]
- San Vittore † (23 febbraio 541 - 2 aprile 554 deceduto)
- Prisco III † (555 - 560)
- San Probino † (17 dicembre 570 - 20 agosto 572 deceduto)
- Festo † (prima del 593 - prima di novembre 594 deceduto)[14]
- Basilio † (prima del 598 - dopo il 602)
- Gaudioso † (menzionato nel 649)
- San Decoroso † (prima del 680 - 15 febbraio 693 deceduto)
- San Vitaliano † (693 - 718)
- Autario † (719 - 726)
- Ambrogio † (740 - 744)
- Teodoro ? †
- Stefano † (773 - 795)
- Radelperto † (824 - 835)
- San Paolino † (12 luglio 835 - 10 ottobre 843 deceduto)
- Landulfo I † (prima dell'856 - 879 deceduto)[15]
- Landulfo II † (879 - 882)
- Pietro † (925)
- Sicone † (943)
- Adeiperto † (944)
- Giovanni Capodiferro † (966 - 974 deceduto)
- Leone, O.S.B. † (974 - 7 agosto 978 deceduto)
- Gerberto, O.S.B. † (978 - 21 gennaio 980 deceduto)
- Atenolfo † (981 - 990)
- Aione † (993 - 993 deceduto)[16]
- Isembardo † (993 - 1007)
- Pandolfo † (1007 - 1020)[17]
- Atenolfo II † (1022 - 1059)
- Niceforo † (? - 14 settembre 1059 deceduto)
- Ildebrando † (menzionato nel 1071)
- Erveo † (prima del 1078 - dopo settembre 1089 deceduto)[18]
- Roberto ? † (1088 ? - 1097)
- Senne † (1098 - 1118)
- Ottone † (1118 - 1127)
- Filippo † (menzionato nel 1129)
- Ugone † (1129 - 1135 deposto)
- Guglielmo † (1135 - 1137 nominato arcivescovo di Salerno)
- Goffredo † (1137 - 1157)
- Alfano di Camerota † (circa 1158 - dopo febbraio 1177 deceduto)[19]
- Matteo † (prima di marzo 1183 - estate 1199 deceduto)
- Rainaldo di Celano † (circa ottobre 1199 - dopo il 1212 deceduto)[20]
- Rainaldo Gentile † (circa 1216 - 1222 deceduto)[21]
- Giacomo d'Amalfi † (27 settembre 1225 - dopo novembre 1242 deceduto)[22]
  - Gualtiero di Ocre † (marzo 1247 - giugno 1249 dimesso) (arcivescovo eletto)[23]
- Marino Filomarino, O.P. † (13 gennaio 1252 - 10 marzo 1286 deceduto)[24]
- Cinzio della Pigna † (25 maggio 1286 - 1290 deceduto)
- Salimbene † (10 febbraio 1291 - 1295)
- Pietro Gerra † (6 gennaio 1298 - 8 luglio 1299 nominato patriarca di Aquileia)
- Leonardo Patrasso da Guarcino, O.F.M. † (20 luglio 1299 - 2 marzo 1300 creato cardinale vescovo di Albano)
- Alberto † (3 giugno 1300 - 1300 deceduto)
- Dorricomino Ingeraimo † (1300 - 1300)
- Giovanni di Capua † (2 gennaio 1301 - 1304 deceduto)
- Andrea Pandone † (5 giugno 1304 - 10 settembre 1311 deceduto)
- Ingeranno o Imerano[25] de Stella † (23 giugno 1312 - 1333 deceduto)
- Rinardo di Ruggiero † (18 febbraio 1334 - 1350 deceduto)
- Vasino Rolando, O.F.M. † (14 giugno 1350 - 1351 deceduto)
- Giovanni della Porta † (18 gennaio 1353 - 1357 deceduto)
  - Alberto Albertini † (agosto 1357 - 1358) (amministratore apostolico)
- Reginaldo † (11 maggio 1358 - 1363 deceduto)
- Filippo di Lanzano † (1363 - 1363 deceduto)
- Stefano della Sanità † (20 dicembre 1363 - 11 luglio 1380 deceduto)
- Luigi della Ratta † (22 dicembre 1380 - 1381 deceduto)
  - Giovanni di Pontecorvo † (23 maggio 1384 - ?) (antivescovo)
- Attanasio Vindacio † (circa 1385 - 1406 deceduto)
- Filippo Barile † (19 febbraio 1406 - 1435 deceduto)
- Niccolò d'Acciapaccio † (18 febbraio 1435 - 3 aprile 1447 deceduto)
- Giordano Caetani † (17 aprile 1447 - 13 ottobre 1496 deceduto)[26]
- Juan de Borja Llançol de Romaní † (1496 - 9 agosto 1498 dimesso)
- Juan López † (15 ottobre 1498 - 5 agosto 1501 deceduto)
- Giovanni Battista Ferrari † (9 agosto 1501 - 20 luglio 1502 deceduto)
  - Ippolito d'Este † (20 luglio 1502 - 3 settembre 1520 deceduto) (amministratore apostolico)
- Nikolaus von Schönberg, O.P. † (12 settembre 1520 - 28 aprile 1536 dimesso)
- Tommaso Caracciolo † (28 aprile 1536 - 31 marzo 1546 deceduto)
- Niccolò Caetani di Sermoneta † (5 maggio 1546 - 1548 dimesso)
- Fabio Arcella † (18 gennaio 1549 - 1560 deceduto)
  - Niccolò Caetani di Sermoneta † (12 maggio 1564 - 1572 dimesso) (amministratore apostolico)
- Cesare Costa, C.O. † (19 novembre 1572 - 12 febbraio 1602 deceduto)
- San Roberto Bellarmino, S.I. † (18 marzo 1602 - 31 agosto 1605 dimesso)
- Antonio Caetani † (31 agosto 1605 - 17 marzo 1624 deceduto)
- Luigi Caetani † (17 marzo 1624 succeduto - 1º marzo 1627 dimesso)
- Girolamo Costanzo † (1º marzo 1627 - settembre 1633 deceduto)
- Girolamo de Franchis † (27 novembre 1634 - 30 gennaio 1635 deceduto)
- Camillo Melzi † (18 febbraio 1636 - 21 gennaio 1659 deceduto)
- Giovanni Antonio Melzi † (14 marzo 1661 - 6 aprile 1687 deceduto)
- Gasparo Cavalieri † (7 luglio 1687 - 17 agosto 1690 deceduto)
- Giacomo Cantelmo † (27 settembre 1690 - 23 luglio 1691 nominato arcivescovo di Napoli)
- Giuseppe Bologna † (25 marzo 1692 - 2 agosto 1697 deceduto)
- Carlo Loffredo, C.R. † (10 marzo 1698 - gennaio 1701 deceduto)
- Niccolò Caracciolo † (23 aprile 1703 - 7 febbraio 1728 deceduto)
- Mondilio Orsini, C.O. † (8 marzo 1728 - 19 dicembre 1743 dimesso)
- Giuseppe Maria Ruffo † (3 febbraio 1744 - 19 marzo 1754 deceduto)
- Muzio Gaeta † (16 settembre 1754 - 19 aprile 1764 deceduto)
- Michele Maria Capece Galeota † (20 agosto 1764 - 18 novembre 1777 dimesso[27])
- Adelelmo Gennaro Pignatelli, O.S.B.Oliv. † (15 dicembre 1777 - 9 novembre 1785 deceduto)
  - Sede vacante (1785-1792)
- Agostino Gervasio, O.S.A. † (27 febbraio 1792 - 17 marzo 1806 deceduto)
  - Sede vacante (1806-1818)
- Baldassare Mormile, C.R. † (6 aprile 1818 - 26 luglio 1826 deceduto)
- Francesco Serra-Cassano † (26 luglio 1826 succeduto - 17 agosto 1850 deceduto)
- Giuseppe Cosenza † (30 settembre 1850 - 30 marzo 1863 deceduto)
  - Sede vacante (1863-1871)
- Francesco Saverio Apuzzo † (24 novembre 1871 - 30 luglio 1880 deceduto)
- Alfonso Capecelatro di Castelpagano, C.O. † (20 agosto 1880 - 11 novembre 1912 deceduto)
- Gennaro Cosenza † (4 marzo 1913 - 2 gennaio 1930 dimesso[28])
- Salvatore Baccarini, C.R. † (30 giugno 1930 - 13 febbraio 1962 deceduto)
- Tommaso Leonetti † (10 luglio 1962 - 1º marzo 1978 ritirato)
- Luigi Diligenza † (1º marzo 1978 - 29 aprile 1997 ritirato)
- Bruno Schettino † (29 aprile 1997 - 21 settembre 2012 deceduto)
- Salvatore Visco (30 aprile 2013 - 11 dicembre 2023 ritirato)
- Pietro Lagnese, dall'11 dicembre 2023

## Santi, beati, venerabili, servi di Dio dell'arcidiocesi
- Sant'Aldemaro di Bucchianico
- Sant'Agostino di Capua martire[29]
- San Bernardo di Carinola
- San Castrese di Sessa
- San Decoroso di Capua[30]
- Santa Felicita di Capua martire[29]
- San Gelasio II papa
- San Germano di Capua
- Santa Giulia Salzano
- San Lupulo martire[31]
- San Marcello martire[32]
- San Modesto martire[31]
- San Prisco di Capua
- San Quarto di Capua[33]
- San Quinto di Capua[34]
- San Roberto Bellarmino
- San Rufo martire[35]
- San Simmaco di Capua
- Santo Stefano Minicillo
- San Vitaliano di Capua
- San Vittore di Capua
- Beato Benedetto di Gassino[36]
- Beata Maria Serafina del Sacro Cuore
- Beato Modestino di Gesù e Maria
- Beato Raimondo da Capua
- Beato Stefano di Rossano[37]
- Venerabile Francesco Olimpio[38]
- Venerabile Giacomo Gaglione
- Venerabile Simpliciano della Natività[39]

## Statistiche
L'arcidiocesi nel 2023 su una popolazione di 204.300 persone contava 190.500 battezzati, corrispondenti al 93,2% del totale.
| anno | popolazione | popolazione | popolazione | presbiteri | presbiteri | presbiteri | presbiteri                | diaconi | religiosi | religiosi | parrocchie |
| anno | battezzati  | totale      | %           | numero     | secolari   | regolari   | battezzati per presbitero | diaconi | uomini    | donne     | parrocchie |
| ---- | ----------- | ----------- | ----------- | ---------- | ---------- | ---------- | ------------------------- | ------- | --------- | --------- | ---------- |
| 1950 | 125.028     | 125.115     | 99,9        | 143        | 131        | 12         | 874                       |         | 35        | 308       | 63         |
| 1959 | 125.400     | 125.500     | 99,9        | 135        | 120        | 15         | 928                       |         | 28        | 320       | 64         |
| 1970 | 134.870     | 135.000     | 99,9        | 119        | 98         | 21         | 1.133                     |         | 32        | 407       | 71         |
| 1980 | 136.000     | 136.800     | 99,4        | 99         | 86         | 13         | 1.373                     |         | 16        | 352       | 75         |
| 1990 | 178.000     | 180.000     | 98,9        | 87         | 76         | 11         | 2.045                     |         | 13        | 360       | 60         |
| 1999 | 177.800     | 178.500     | 99,6        | 84         | 74         | 10         | 2.116                     | 2       | 13        | 330       | 59         |
| 2000 | 178.800     | 180.500     | 99,1        | 85         | 75         | 10         | 2.103                     | 2       | 13        | 330       | 59         |
| 2001 | 179.900     | 182.300     | 98,7        | 86         | 76         | 10         | 2.091                     | 1       | 13        | 295       | 60         |
| 2002 | 180.100     | 183.300     | 98,3        | 92         | 82         | 10         | 1.957                     | 3       | 23        | 290       | 59         |
| 2003 | 183.000     | 185.000     | 98,9        | 86         | 76         | 10         | 2.127                     | 4       | 23        | 280       | 59         |
| 2004 | 186.000     | 190.000     | 97,9        | 81         | 70         | 11         | 2.296                     | 2       | 20        | 270       | 59         |
| 2006 | 186.400     | 191.500     | 97,3        | 81         | 68         | 13         | 2.301                     | 3       | 25        | 280       | 60         |
| 2013 | 192.300     | 203.000     | 94,7        | 82         | 70         | 12         | 2.345                     | 9       | 12        | 285       | 60         |
| 2016 | 196.200     | 207.200     | 94,7        | 91         | 77         | 14         | 2.156                     | 11      | 16        | 250       | 60         |
| 2019 | 191.315     | 205.000     | 93,3        | 85         | 71         | 14         | 2.250                     | 9       | 16        | 243       | 60         |
| 2021 | 191.600     | 205.400     | 93,3        | 83         | 69         | 14         | 2.308                     | 8       | 14        | 243       | 60         |
| 2023 | 190.500     | 204.300     | 93,2        | 82         | 73         | 9          | 2.323                     | 7       | 11        | 232       | 60         |